# NGC 7161
NGC 7161 é uma estrela dupla na direção da constelação de Pegasus. O objeto foi descoberto pelo astrônomo Heinrich d'Arrest em 1862, usando um telescópio refrator com abertura de 11 polegadas. 